# La nieta elegida
La nieta elegida es una telenovela colombiana de suspenso escrita por Julio Jiménez e Iván Martínez para Canal RCN.
La telenovela está protagonizada por Francisca Estévez, Carlos Torres y la primera actriz Consuelo Luzardo junto a Juliette Pardau, Géraldine Zivic, Héctor García, Marcela Benjumea y Adriana Arango  en los roles antagónicos, con las actuaciones estelares de Juan Pablo Gamboa, Silvia de Dios, Patrick Delmas y el primer actor Kepa Amuchastegui. Así como la actuación especial de Claudio Cataño.
Se estrenó en Canal RCN el 27 de septiembre de 2021 y finalizó el 1 de febrero de 2022.

## Sinopsis
Luisa Mayorga, una joven humilde, se enfrenta al odio, ambición, hipocresía y envidia que existe en la familia Roldán, a la cual pertenece Sara, quien, luego de conocerla, cree que es su nieta. Varios secretos se irán descubriendo en el camino.

## Reparto
- Francisca Estévez como Luisa Mayorga[7]
- Carlos Torres como Juan Esteban "Juanes" Osorno[7]
- Juliette Pardau como Vivian Roldán[7]
- Consuelo Luzardo como Sara Pombo de Roldán[7]
- Claudio Cataño como Sergio Roldán[7]
- Sebastián Osorio como Milán [8]
- Stephania Duque como Laura Roldán[7]
- Géraldine Zivic como María Consuelo Roldán[7]
- Juan Pablo Gamboa como Nicolás Roldán[7]
- Kepa Amuchastegui como Augusto Roldán[7]
- Patrick Delmas como Germán Osorno[7]
- Carlos Báez Carvajal como Adrián Alvarado[7]
- Ana María Arango como Perpetua Bautista
- Silvia de Dios como Daniela Krogemann
- Roz Urquijo como Lucas Alvarado
- María José Camacho como Paola Alvarado
- Orlando Valenzuela como Roberto Alvarado
- Héctor García como Braulio Mayorga[7]
- Ricardo Vesga como Florentino Espartero
- Margalida Castro como Érika Bruner
- Marcela Benjumea[7] como Esther Daza[9]
- Adriana Arango como Rosa Espinoza[10]
- Tito Alexander Gómez como Rupert Cepeda
- Cristina Campuzano como Olivia de Grosso / de Alvarado
- Bibiana Navas como Clemencia [11]
- Giancarlo Mendoza como Ferney [12]
- Alejandra Villafañe como Diana Cañedo.
- Tuto Patiño como Ignacio

## Producción
La telenovela fue anunciada a inicios de 2021 por Eugenia Vélez —V.P. de programación de RCN Televisión—, como parte de los nuevos títulos de ficción para su programación en 2021. La producción de la telenovela inició su rodaje el 8 de abril de 2021, confirmando a Francisca Estévez, Carlos Torres y Consuelo Luzardo, como los actores titulares de la telenovela. La dirección escénica de la telenovela está a cargo de Rodrigo Lalinde y Consuelo González.

## Episodios
| N.º | Título                                                                     | Fecha de emisión original | Rating (puntos) |
| --- | -------------------------------------------------------------------------- | ------------------------- | --------------- |
| 1   | «Luisa llega a vivir a la casa de los Roldán»                              | 27 de septiembre de 2021  | 7.5             |
| 2   | «Vivian conoce a Luisa»                                                    | 28 de septiembre de 2021  | 7.4             |
| 3   | «Luisa intenta acabar con su vida»                                         | 29 de septiembre de 2021  | 7.2             |
| 4   | «Las tensiones en la casa de los Roldán se salen de control»               | 30 de septiembre de 2021  | 8.0             |
| 5   | «Adrián intenta sobrepasarse con Luisa»                                    | 1 de octubre de 2021      | 7.6             |
| 6   | «Luisa y Juan Esteban se conocen»                                          | 4 de octubre de 2021      | 8.3             |
| 7   | «Luisa cae en una trampa»                                                  | 5 de octubre de 2021      | 8.2             |
| 8   | «Luisa se entera de que Juan Esteban se va a comprometer con Vivian»       | 6 de octubre de 2021      | 7.0             |
| 9   | «Vivian le hace un fuerte reclamo a Luisa»                                 | 7 de octubre de 2021      | 7.5             |
| 10  | «Un tensionante encuentro»                                                 | 8 de octubre de 2021      | 7.7             |
| 11  | «Juan Esteban le hace una dolorosa confesión a Vivian»                     | 11 de octubre de 2021     | 7.9             |
| 12  | «Luisa queda entre la espada y la pared»                                   | 12 de octubre de 2021     | 8.2             |
| 13  | «Juanes le confiesa sus sentimientos a Luisa y la besa»                    | 13 de octubre de 2021     | 7.4             |
| 14  | «Sara cae en la trampa de Rosa y María Consuelo»                           | 14 de octubre de 2021     | 7.6             |
| 15  | «Juan Esteban le hace una tentadora propuesta a Luisa»                     | 15 de octubre de 2021     | 7.7             |
| 16  | «Luisa vive un escalofriante momento»                                      | 19 de octubre de 2021     | 7.6             |
| 17  | «El estado de salud de Sara es poco alentador»                             | 20 de octubre de 2021     | 7.8             |
| 18  | «Juan Esteban toma la decisión de terminar su relación con Vivian»         | 21 de octubre de 2021     | 8.4             |
| 19  | «Adrián pasa los límites con Luisa»                                        | 22 de octubre de 2021     | 7.6             |
| 20  | «Juan Esteban se entera de lo sucedido entre Luisa y Adrián»               | 25 de octubre de 2021     | 9.7             |
| 21  | «Vivian le pide otra oportunidad a Juan Esteban»                           | 26 de octubre de 2021     | 7.1             |
| 22  | «Vivian se deja llevar por la rabia»                                       | 27 de octubre de 2021     | 7.2             |
| 23  | «Al llegar a la casa de Juanes, Luisa se encuentra una gran sorpresa»      | 28 de octubre de 2021     | 7.0             |
| 24  | «Luisa deja en evidencia a Juanes delante de la familia Roldán»            | 29 de octubre de 2021     | 6.8             |
| 25  | «Luisa sufre un accidente y su vida corre peligro»                         | 2 de noviembre de 2021    | 7.4             |
| 26  | «La reacción de Juanes al saber que Luisa está en coma»                    | 3 de noviembre de 2021    | 8.3             |
| 27  | «Luisa despierta»                                                          | 4 de noviembre de 2021    | 8.2             |
| 28  | «Luisa le hace una confesión a Sara sobre su accidente»                    | 5 de noviembre de 2021    | 8.0             |
| 29  | «Luisa le confiesa a Juanes que está enamorada de él»                      | 8 de noviembre de 2021    | 8.5             |
| 30  | «María Consuelo confiesa que atentó contra la vida de Luisa»               | 9 de noviembre de 2021    | 8.0             |
| 31  | «Luisa recibe una grata noticia»                                           | 10 de noviembre de 2021   | 8.5             |
| 32  | «Sara toma una decisión que genera discordia en la familia»                | 11 de noviembre de 2021   | 8.5             |
| 33  | «Adrián golpea a Luisa y Augusto le pide que se vaya de la casa»           | 12 de noviembre de 2021   | 6.7             |
| 34  | «Luisa está dispuesta a acabar con los Roldán»                             | 16 de noviembre de 2021   | 7.4             |
| 35  | «Vivian descubre a Juanes con Luisa»                                       | 17 de noviembre de 2021   | 8.0             |
| 36  | «Juanes le confiesa a Vivian lo que siente por Luisa»                      | 18 de noviembre de 2021   | 8.8             |
| 37  | «Juanes encuentra a Luisa con Milán y se lleva una gran desilusión»        | 18 de noviembre de 2021   | 7.3             |
| 38  | «Luisa entre la espada y la pared»                                         | 22 de noviembre de 2021   | 6.6             |
| 39  | «Vivian y Juanes viven un apasionado momento»                              | 23 de noviembre de 2021   | 7.2             |
| 40  | «Luisa recibe los resultados de la prueba de ADN»                          | 24 de noviembre de 2021   | 6.8             |
| 41  | «Sara toma una decisión con respecto a la situación de Luisa»              | 25 de noviembre de 2021   | 7.2             |
| 42  | «Juanes evita que Luisa acabe con su vida»                                 | 26 de noviembre de 2021   | 7.7             |
| 43  | «Luisa le confiesa una verdad a Juanes y él se desilusiona»                | 29 de noviembre de 2021   | 6.2             |
| 44  | «Vivian se sale de sus casillas al encontrar a Luisa en la casa de Juanes» | 30 de noviembre de 2021   | 6.4             |
| 45  | «La maldad de Vivian no tiene límites»                                     | 1 de diciembre de 2021    | 5.9             |
| 46  | «Milán resulta herido al intentar proteger a Juanes»                       | 2 de diciembre de 2021    | 6.4             |
| 47  | «Laura enfrenta a Milán»                                                   | 3 de diciembre de 2021    | 5.8             |
| 48  | «Milán le hace una inesperada confesión a Juanes»                          | 6 de diciembre de 2021    | 6.4             |
| 49  | «Rosa le es infiel a Nicolás»                                              | 7 de diciembre de 2021    | 3.3             |
| 50  | «Juan Esteban confiesa formalmente su amor a Luisa»                        | 9 de diciembre de 2021    | 6.4             |
| 51  | «Luisa le hace importante anuncio a la familia Roldán»                     | 10 de diciembre de 2021   | 6.2             |
| 52  | «Luisa y Juanes le dieron rienda suelta a su amor»                         | 13 de diciembre de 2021   | 7.0             |
| 53  | «Una gran verdad sale a flote»                                             | 14 de diciembre de 2021   | 6.8             |
| 54  | «Juanes le confiesa a Sara la verdadera relación de Luisa y Milán»         | 15 de diciembre de 2021   | 6.9             |
| 55  | «Milán se entera de las intenciones de Esther con Luisa»                   | 16 de diciembre de 2021   | 5.9             |
| 56  | «Milán y Juanes rescatan a Luisa»                                          | 17 de diciembre de 2021   | 6.7             |
| 57  | «Suenan campanas de boda»                                                  | 11 de enero de 2022       | 6.6             |
| 58  | «Sara se entera de que Perpetua está viva y la va a visitar»               | 12 de enero de 2022       | 6.0             |
| 59  | «Vivian se une con Braulio para hacerle daño a Luisa»                      | 13 de enero de 2022       | 7.1             |
| 60  | «Luisa descubre que es hija de Sergio Roldán»                              | 14 de enero de 2022       | 6.1             |
| 61  | «Braulio se sale con la suya y logra su objetivo»                          | 17 de enero de 2022       | 5.9             |
| 62  | «Braulio atenta contra la vida de Luisa»                                   | 18 de enero de 2022       | 7.0             |
| 63  | «Sara se entera de quién es el verdadero asesino de Sergio»                | 19 de enero de 2022       | 7.2             |
| 64  | «Milán arruina el macabro plan de Braulio»                                 | 20 de enero de 2022       | 6.9             |
| 65  | «Milán cae en la trampa de Rosa y es llevado a la cárcel»                  | 21 de enero de 2022       | 7.3             |
| 66  | «Arbey confiesa la verdad y deja en evidencia a Rosa»                      | 24 de enero de 2022       | 7.0             |
| 67  | «Luisa destapa la mentira de Rosa Ivonne»                                  | 25 de enero de 2022       | 7.3             |
| 68  | «La maldad de Vivian no tiene límites»                                     | 26 de enero de 2022       | 7.6             |
| 69  | «Braulio atenta contra la vida de Juanes»                                  | 27 de enero de 2022       | 7.9             |
| 70  | «Se apaga una vida»                                                        | 28 de enero de 2022       | 7.0             |
| 71  | «¿El futuro de Juanes se acaba?»                                           | 31 de enero de 2022       | 7.4             |
| 72  | «Luisa y Juanes fueron felices para siempre»                               | 1 de febrero de 2022      | 9.3             |